# Mary Jackson (artista)
Mary Jackson (Charleston, 15 de febrero de 1945) es una artista textil afroamericana. Más conocida por sus tejidos de cestas de hierba dulce utilizando métodos tradicionales combinados con diseños contemporáneos. Es descendiente de generaciones de tejedores de cestas gulá. Recibió una beca de la Fundación MacArthur en 2008 por impulsar su tradición hacia nuevas direcciones y una Beca Nacional de Patrimonio en 2010 del Fondo Nacional para las Artes.

## Trayectoria
Creció en la comunidad gulá de Mount Pleasant, en las afueras de Charleston, Carolina del Sur. Educada por su madre y su abuela, Jackson comenzó a hacer cestas de hierba dulce a la edad de cuatro años. La tradición y la técnica del tejido de cestas de hierba dulce se han transmitido de generación en generación, teniendo su origen en los esclavos de África occidental que fueron traídos a la costa de Carolina del Sur a principios del siglo XVIII.
Durante su infancia, junto a sus hermanos y primos, ayudaba a tejer cestas en casa de su abuela. Después de graduarse de la escuela secundaria, se mudó a Nueva York, donde asistió a la escuela de secretariado y pasó a trabajar para MetLife. Vivió en Nueva York durante diez años y allí comenzó a coleccionar pinturas y esculturas contemporáneas.
Regresó a Carolina del Sur en 1972 y continuó trabajando como secretaria. Se enteró por familiares y amigos que la hierba dulce utilizada para hacer cestas estaba empezando a desaparecer. Gracias a su trabajo en el Centro Comunitario de Charleston, obtuvo un permiso de los terratenientes locales para que los cesteros locales pudieran cosechar hierba dulce en tierras que estaban a punto de ser urbanizadas.
Más tarde, tuvo que dejar de trabajar para quedarse en casa con su hijo de dieciocho meses que tenía asma crónica. Durante esta etapa, comenzó a trabajar nuevamente haciendo cestas que vendió en el mercado de Charleston. Comenzó a crear sus propios diseños, utilizando hierba dulce, palmito, agujas de pino y junco en su trabajo, y sus diseños innovadores en cestas elaboradas artesanalmente comenzaron a atraer la atención. Fue invitada a exponer su obra en el Smithsonian Craft Show en 1984, acontecimiento que se convirtió en un punto de inflexión en su carrera.
Sus cestas se han exhibido en el Museo Smithsoniano de Arte Americano, la Colección de Artesanía Estadounidense de la Casa Blanca, el Museo de Artes y Diseño de Nueva York, el Museo de Bellas Artes de Boston, el Museo de Historia Afroamericana de Detroit y el Museo Nacional de Historia y Cultura Afroamericana.
Como presidenta fundadora de la Asociación de Fabricantes de Cestas de Hierba Dulce de Mount Pleasant, trabaja con fabricantes de cestas locales, funcionarios gubernamentales, conservacionistas y horticultores para rescatar hierbas de sitios planificados para desarrollo y replantarlas en tierras protegidas.

## Reconocimientos
- 1993 - Premio a la trayectoria del Museo Nacional de Mujeres en las Artes.
- 2008 - Beca MacArthur para genios.[2]
- 2008 - Beca Donnelley para Artistas de los Estados Unidos.
- 2008 - Premio al Logro de la Gestión Ambiental del Acuario de Carolina del Sur.[1]
- 2009 - Doctorado Honoris Causa en Letras y Humanidades por el College de Charleston.
- 2010 - Beca Nacional de Patrimonio del Fondo Nacional para las Artes.
- 2018 - Beca del Consejo de Artesanos Americanos.[10]